# Schron z Matką Boską w Brodle
Schron z Matką Boską w Brodle – schron jaskiniowy w miejscowości Szklary w województwie małopolskim, w powiecie krakowskim, w gminie Jerzmanowice-Przeginia. Znajduje się w skale Brodło w lewych zboczach Doliny Szklarki. Jest to obszar Wyżyny Olkuskiej w obrębie Wyżyny Krakowsko-Częstochowskiej.

## Opis schronu
Otwór schroniska znajduje się wysoko w pionowej, zachodniej ścianie Brodła. Możliwy jest do niego dostęp przez 20 metrowy zjazd na linie z grani Brodła. Otwór znajduje się pod okapem, mniej więcej w połowie wysokości ściany w tym miejscu. Wspięcie się z dołu jest trudniejsze (V skali krakowskiej i kruszyzna). W otworze schronu zamontowano statuetkę Matki Boskiej i oświetlające ją reflektory – dzięki nim w nocy jest ona widoczna z dużej odległości. Wejście do schronu jest możliwe, ale bardzo trudne (powyżej figurki przez zapieraczkę).
Myty otwór schronu ma wysokość 1,4 m i szerokość 0,7 m. Ciągnie się za nim 2,5-metrowy korytarzyk. Na jego końcu na lewo odgałęzia się nad niewielkim progiem krótka odnoga, która zwęża się i ślepo kończy w skale.
Schron powstał w wapieniach jury późnej na szczelinie. Na ścianach korytarzyka znajdują się grzybki jaskiniowe, mleko wapienne, polewy naciekowe i niewielkie stalaktyty (te ostatnie zwłaszcza w końcowej odnodze korytarzyka). Rozproszone światło słoneczne dociera do jego końca. W otworze rosną pojedyncze rośliny zielne, a na ścianach w początkowej części korytarzyka glony, mchy i porosty. Namulisko płytkie, złożone z gliny, piasku i wapiennego rumoszu. Brak przewiewu, a wilgotność zależy od warunków zewnętrznych. Schron jest odwiedzany przez drobne zwierzęta, o czym świadczą znajdujące się w nim ich odchody. Występują pająki sieciarze jaskiniowe Meta menardi, ćmy Triphosa dubitata, kosarze i komary.

## Historia poznania i dokumentacji
Po raz pierwszy opisał schronisko J. Nowak w 2008 roku. Podał jego długość i lokalizację. W 2014 r. zwiedziła schronisko I. Luty, która opracowała jego plan i opis. 

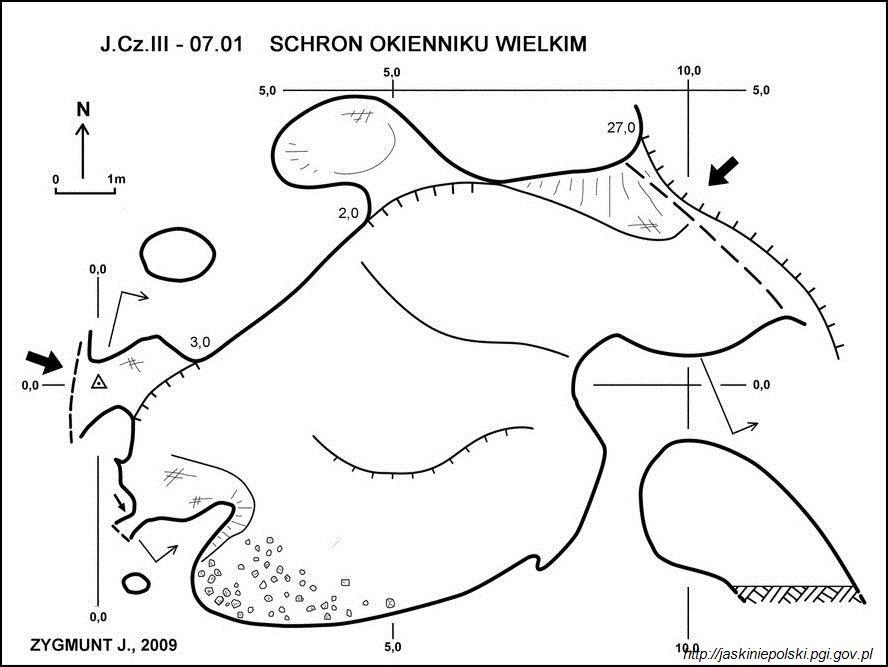
Plan